# Santa Helena
|  | Per a altres significats, vegeu «Santa Helena (desambiguació)». |

Santa Helena (en anglès Saint Helena) és una illa de l'Atlàntic Sud, a uns 2.800 km de la costa oest de l'Àfrica. Pertany al Regne Unit. En depenen administrativament les illes d'Ascensió, Gough, Inaccessible, Nightingale i Tristan da Cunha.

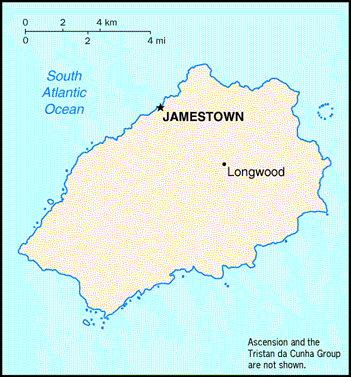
Mapa de Saint Helena

Té una extensió de 410 km² i una població de 7.367 habitants (2003). Jamestown n'és la capital. La petita població de Santa Helena resta lleial als britànics. Si bé la insignificança geopolítica d'aquesta illa ha fet que molts dels illencs acusin el Govern britànic d'ignorar-la.
Va servir com una illa estratègica per als vaixells que anaven cap a l'oceà Índic abans que fos construït el canal de Suez.
Napoleó Bonaparte va acabar la seva vida a l'exili a Santa Helena, i la indústria turística està fortament basada sobre la promoció d'aquest aspecte particular de la història illenca. Alguns presoners de les guerres Bòer, entre ells el general Piet Cronje, van ser detinguts a Santa Helena.
L'aeroport de Saint Helena funciona d'ençà del 2016, la construcció de la pista del qual es va acabar el 2015.

## Medi natural
L'illa de Santa Helena coincideix amb l'ecoregió Matollar dens i bosc de Santa Helena, greument amenaçada. A l'interior de l'illa hi ha una petita àrea protegida, el parc nacional de Diana's Peak es va posar en marxa el març de 1996.